# FBI学院
FBI學院，座落於弗吉尼亚州斯塔福德縣匡提科附近，是美國联邦调查局的法執訓練及研究中心。學院由局內的訓練部門管理，並在1972年5月7日首度開幕，位於一片面積達385英畝（約156公頃）的林地內，該區域未開放給大眾參觀。1933年，FBI特工被賦予逮捕和持槍的權力，因此學院隨後開始為新特工提供訓練。由於新配槍的特工需要一處訓練場所，海軍陸戰隊便開放他們在昆蒂科的射擊場。當FBI的使用需求超越了海軍陸戰隊的射擊場時，就獲准在基地建造他們自家的射擊場和教室。隨著時間推移，他們增加了許多新的設施，如新翼樓、廚房和地下室。但因為快速的增長，這些設施仍無法滿足他們的需求。
1965年，FBI獲得在昆蒂科建造新設施的許可，並於1969年開始動工。新設施於1972年開放，裡面設有兩打多的教室，八間會議室，一個大禮堂，健身房，游泳池，圖書館，以及全新的射擊場。新綜合設施包含了FBI訓練大批新特工所需的一切。
除了在這設施培訓新的FBI特工，訓練部門還負責教導特工、情報分析師、執法人員、美国缉毒局特工以及國外夥伴。學院提供多樣化的訓練課程，包括槍械操作、霍根小巷（一個模擬小鎮的訓練中心）、戰術及緊急車輛操作中心（TEVOC）、生存技能，以及執法行政人員發展。為了符合這些訓練課程的需求，FBI設有
一條長1.1英里的橢圓形賽道，並設有精密障礙物以進行TEVOC。霍根小巷則是在好萊塢場景設計師的協助下，由FBI所建造的一個小鎮，為了讓特工在訓練中獲得更真實的體驗，進而對真實狀況做好充分的準備。
這個學院佔地547英畝（約221公頃），位於美國匡提科海軍陸戰隊基地內，距離华盛顿哥伦比亚特区約36英里，是一個全方位的國家訓練設施。若想進入此學院並成為FBI特工，候選人必須年齡在23至37歲之間，且必須為美國公民，並至少具備學士學位。

## 历史
1965年，联邦调查局获准在匡提科建造一座新综合大楼，并于1969年开始施工，1972年5月7日首次开放使用，占地385英畝（156公頃）。 